# Sabanalarga (Casanare)
Sabanalarga est une municipalité située dans le département de Casanare, en Colombie.